# Чорні Лози
Чорні Ло́зи — село в Україні, в Шосткинській міській громаді Шосткинського району Сумської області. Населення становить 66 осіб. Колишній орган місцевого самоврядування — Ковтунівська сільська рада.

## Географія
Село Чорні Лози знаходиться за 4 км від лівого берега річки Шостка.
На відстані 2,5 км розташоване село Великий Ліс, за 1 км — колишнє село Купрашин.

## Символіка
На гербі зображено на чорному тлі лоза з котиками (герб є промовистим), та герб родини Кулішів на синьому.

## Населення
Згідно з переписом УРСР 1989 року чисельність наявного населення села становила 88 осіб, з яких 39 чоловіків та 49 жінок.
За переписом населення України 2001 року в селі мешкало 66 осіб.

## Легенда
Село Чорні Лози має за собою стару легенду про неабияку небезпеку подорожній людині згинути в болотній трясовині за Ключкиним хутором, тобто схибити десь вліво з чортової дороги на Богданівку та легковажно пройтися по моху, що суцільно покрив собою глибокі озерця. Кажуть, що закодовані легендою про свою лісну нечисть  Чорні Лози приманили до себе найбільшу в Шосткинському районі Чорнобильську радіацію 1986 р. Проте її швидко знешкодили чорти з тієї бісової трясовини у трикутнику між Ключкиним хутором і залізницею. Вони випарили її, осушили як і все велике Ягідне болото. Можливо, радіація й оминула б Чорні Лози, спантеличена його більшовицькою назвою Червоні Лози, отриманою в 1930-х рр., але назва зберіглася тільки на карті 1940 р.

### Мова
Розподіл населення за рідною мовою за даними перепису 2001 року:
| Мова       | Кількість | Відсоток |
| ---------- | --------- | -------- |
| українська | 63        | 95.45%   |
| російська  | 3         | 5.55%    |
| Усього     | 66        | 100%     |

## Відомі люди
На хуторі Чорні Лози минули дитячі роки Пантелеймона Куліша, видатного українського письменника, етнографа, автора роману «Чорна рада». Одній із шкіл району присвоєно ім'я письменника та створений музей. 